# ریاتوش
ریاتوش (انگلیسی: Ryatush) یک شهرک در شهرستان نوریمانوفسکی استان باشقیرستان کشور روسیه است.